# Rozradowani chwalcy Boga
Rozradowani chwalcy Boga – ogólnoświatowa seria kongresów (dużych spotkań religijnych) zorganizowanych przez Świadków Jehowy, które trwały na całym świecie od czerwca 1995 roku do stycznia 1996 roku. Uczestniczyło w nich przeszło 8 700 000 osób.

## Cel kongresów
Według organizatorów, Ciała Kierowniczego Świadków Jehowy, kongresy miały na celu umocnić wiarę.
Wskazać, jak znaleźć radość w świecie, który jest jej pozbawiony.
Miały zachęcić do kontynuowania wychwalania Jehowy Boga, radosnego dzielenia się z pouczeniami Bożymi i radowania się chrześcijańską społecznością braterską.

## Kongresy

### Polska
Zorganizowano serię 19 kongresów.
- 30 czerwca do 2 lipca
  - Gdańsk (Stadion Lechii)
  - Kalisz (Stadion Calisii)
  - Kraków (Stadion Cracovii)[6]
  - Lublin (Stadion Motoru)
- 7 do 9 lipca
  - Olsztyn (Stadion Stomilu)
  - Radom (Stadion Radomiaka)[7]
  - Rzeszów (Stadion Stali)
  - Zabrze (Stadion Górnika)[8]
- 14 do 16 lipca
  - Bydgoszcz (Stadion Zawiszy)
  - Częstochowa (Stadion Włókniarza)
  - Poznań (Stadion Olimpii)
  - Warszawa (Stadion Legii)
- 21 do 23 lipca
  - Katowice (Stadion GKS Katowice)[9][10][11]
  - Łódź (stadion Stadion Startu)
  - Wrocław (Stadion Olimpijski)
- 28 do 30 lipca
  - Jastrzębie-Zdrój (Stadion Miejski)
  - Szczecin (Stadion Arkonii)
  - Wałbrzych (Stadion Górnika)
  - Zamość (Stadion OSiR)

### Kongresy na świecie
Kongresy zorganizowano w ponad 150 krajach.
- Angola

W sierpniu 1995 roku kongresy dwa odbyły się na stadionie Estádio Dos Coqueiros w centrum Luandy. Łączna liczba obecnych wyniosła 73 154 osób (40 035 na pierwszym zgromadzeniu, tydzień później przybyło jeszcze 33 119 osób). Ochrzczono łącznie 1089 osób.
- Austria

Odbyło się 6 kongresów.
- Finlandia

Na sześciu kongresach ogłoszono wydanie Pisma Świętego w Przekładzie Nowego Świata w języku fińskim.
- Francja

Odbyło się 29 kongresów.
- Hongkong

W sierpniu na kongresie ogłoszono wydanie w języku chińskim Chrześcijańskich Pism Greckich w Przekładzie Nowego Świata (Nowy Testament).
- Malawi

W lipcu i sierpniu 1995 roku po raz pierwszy od 28 lat zorganizowano kongresy. W tym okresie obowiązywał zakaz działalności Świadków Jehowy w tym kraju. W różnych częściach kraju odbyło się dziewięć kongresów, w których uczestniczyło łącznie przeszło 77 000 osób. Zorganizowano też zgromadzenie w języku angielskim, z udziałem delegatów z Mozambiku, RPA, Zairu, Zambii i Zimbabwe. Odbyło się w Centrum Konferencyjnym Kwacha w Blantyre.
- Niemcy

Odbyło się 19 kongresów.
- Rwanda

W styczniu 1996 roku zorganizowano kongres, w którym uczestniczyło 4424 osób, a 285 osób zostało ochrzczonych.
- Szwecja

Dziesięć kongresów odbyło się w Sali Zgromadzeń w Strängnäs. Wśród 1102 obecnych na kongresie angielskojęzycznym byli przedstawiciele co najmniej 60 narodowości.
- Stany Zjednoczone

Zorganizowano 181 kongresów. Dwa z nich – jedno na wschodzie kraju, a drugie na zachodzie – odbyły się w całości w amerykańskim języku migowym, w których uczestniczyło 2621 osób, a 11 zostało ochrzczonych. Na chińskojęzycznym kongresie w Nowym Jorku ogłoszono wydanie broszury – „Jak znaleźć trwały pokój i szczęście?” w języku chińskim.
- Tajwan

W sierpniu na kongresie ogłoszono wydanie w języku chińskim Chrześcijańskich Pism Greckich w Przekładzie Nowego Świata (Nowy Testament).

## Ważne punkty programu
- Dramat (przedstawienie): Okazywanie osobom starszym należnego szacunku
- Wykład publiczny: Wysławiajcie Króla Wieczności!

Program każdego dnia kongresu był oparty na myśli przewodniej („Wysławiajcie Jehowę (...) radujcie się!”, Psalm 149:1, 2; „Zawsze składajmy Bogu ofiarę wysławiania”, Hebr 13:15; „Radujcie się i weselcie po wszystkie czasy”, Iz 65:18).